# Planchonella cyclopensis
Planchonella cyclopensis är en tvåhjärtbladig växtart som beskrevs av Pieter van Royen. Planchonella cyclopensis ingår i släktet Planchonella och familjen Sapotaceae. Inga underarter finns listade i Catalogue of Life.